# Orrios
Orrios è un comune spagnolo di 126 abitanti situato nella comunità autonoma dell'Aragona.